# Ebrima Janko Sanyang
Ebrima Janko Solo Sanyang ist Politiker im westafrikanischen Staat Gambia.
| Parlamentswahl | Stimmen    | Stimmanteil |
| -------------- | ---------- | ----------- |
| 1997           | einstimmig | gewählt     |
| 2002           | einstimmig | gewählt     |
| 2007           | 1.825      | 46,73 %     |

Bei den Parlamentswahlen 1997 trat Sanyang als Angehöriger der National Convention Party (NCP) als Kandidat der Alliance for Patriotic Reorientation and Construction (APRC) im Wahlkreis Foni Bintang zur Wahl an und wurde, mangels Gegenkandidaten, Vertreter des Wahlkreises im Parlament. Auch bei den folgenden Parlamentswahlen 2002 vertrat Sanyang den Wahlkreis. Bei den Wahlen 2007 unterlag er seinem parteilosen Gegenkandidaten Ebrima Jammeh.
Sanyang war auch als Commissioner (heutige Bezeichnung Gouverneur) der Western Division eingesetzt.
Nach dem Tode Sheriff Dibba (1937–2008) führt Sanyang die NCP als geschäftsführender Generalsekretär.